# اوپال سفید شیری
اوپال سفید شیری (به فرانسوی: Opal_Blanche_de_lait) با فرمول شیمیایی SiO2.nH2O از مجموعه کانی هاست و  از واژة قدیمی اوپال به معنی گرانبها اخذ شده‌است.  محلول در KOH , HF متغیر برای اولین بار در چک و اسلواکی کشف شد و از نظر شکل بلور: بی شکل، رنگ: متمایل به زرد -قرمز - قهوه‌ای تا سیاه، شفافیت: شفاف - نیمه شفاف، شکستگی: صدفی، جلا: شیشه‌ای - چرب - مات، رخ: ندارد، سیستم تبلور: آمرف و در رده‌بندی اکسید است همچنین خاصیت مغناطیسی ندارد و منشأ تشکیل آن بعد از آتشفشانی - دگرسانی بخشی است.
همایند کانی‌شناسی (پارانژ) آن سختی - انحلال در اسیدها (اوانسیت) -چگالی - خواص نوری - اشعه Xکالسدوئن - اوانسیت- نانترونیت- هیالیت- کالسدونی است
، از نظر ژیزمان  قلوه‌ای شکل - استالاکتیتی - کنکرسیونی - قشری - پسودومورف نسبتاْ فراوان ; در ولکانیسم ناحیه‌ای و در زونهای اکسیداسیونی و آلتراسیونی و اولترابازیکها در آلمان شرقی، اتریش، چک و اسلواکی، مجارستان، رومانی، URSS روسیه و بخش‌هایی از مکزیک دیده می‌شود. یافت می‌شود.